# Pakse

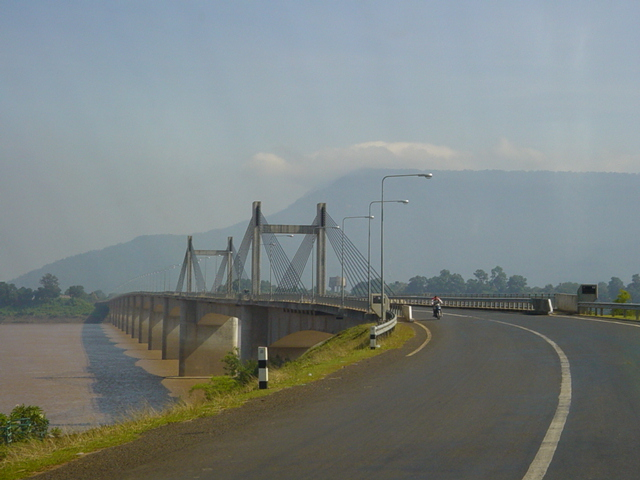
Puente de Pakse.

Pakse (en francés Paksé) es una ciudad de aproximadamente 87.000 habitantes situada en el sur de Laos, en la confluencia de los ríos Xé y Mekong. 
Es la mayor localidad de la provincia de Champasak y un punto natural de acceso a las provincias vecinas gracias a su aeropuerto y su puente sobre el Mekong. Es, igualmente, el destino comercial de la producción agrícola (café) de la meseta de Bolaven. 
Antiguamente fue capital del reino laosiano de Champasak, el cual fue abolido en 1946 cuando se creó el Reino de Laos. 
Desde la construcción, con apoyo japonés, de un puente sobre el Mekong que permite el tráfico rodado con Ubon Ratchathani en Tailandia, Pakse se ha convertido en el mayor centro comercial del sur de Laos.
Desde el punto de vista turístico, Pakse permite acceder al monumento pre-angkoriano de Vat Phu y a las cataratas de Khong, que constituyen la frontera con Camboya.
- Datos: Q383622
- Multimedia: Pakse / Q383622